# Elena Portalupi
Elena Portalupi (Crema, 16 giugno 1987) è un'ex pallavolista italiana.
Giocava nel ruolo di libero.

## Carriera
La carriera da professionista di Elena Portalupi inizia nella stagione 2011-12 quando viene ingaggiata dal Crema Volley, in Serie A2, con la quale conquista la promozione in Serie A1, divisione dove gioca nella stagione successiva, vestendo la maglia dello stesso club: tuttavia a metà campaionato, a causa del fallimento della società, passa alla Pallavolo Villanterio di Pavia, in Serie A2.
Nella stagione 2013-14, resta in serie cadetta, giocando per il Promoball Volleyball Flero, ottenendo la promozione in massima serie; tuttavia lascia il club nella stagione seguente, approdando alla Golden Volley Crema in Serie B2. Nel campionato 2015-16 gioca in Serie B1 col Volley Millenium Brescia, con cui conquista la promozione in Serie A2, divisione dove milita con lo stesso club nella stagione successiva.
Per l'stagione 2017-18 si accasa all'Offanengo, in Serie B1: al termine del campionato annuncia il suo ritiro dall'attività agonistica.